# Mechongué
Mechongué is een plaats in het Argentijnse bestuurlijke gebied General Alvarado in de provincie Buenos Aires. De plaats telt 1.374 inwoners.